# Директорат документации и безопасности
Директорат документации и безопасности (фр. Direction de la documentation et de la sécurité, DDS; араб. مديرية التوثيق والأمن‎) — чадская спецслужба 1983—1990, орган политического сыска при правлении Хиссена Хабре. Являлся инструментом массовых политических репрессий. Упразднён после свержения Хабре. Руководящие сотрудники DDS привлечены к судебной ответственности за произвольные аресты, убийства и применение пыток.

## Создание
7 июня 1982 года Вооружённые силы Севера (FAN) вступили в столицу Чада Нджамену. Правительство Гукуни Уэддея было свергнуто. Новый президент Хиссен Хабре установил очередной авторитарный режим. Возникла потребность в структуре политического сыска и подавления оппозиции. Этому способствовала обстановка непрекращающейся гражданской войны и военного противостояния с Ливийской Джамахирией.
Первая спецслужба режима Хабре — Служба документации и разведки (SDI) — была организована уже в июне 1982 года. Возглавили SDI Махамат Фадиль и Салех Батраки — полевые командиры FAN, родственники и начальники личной охраны Хабре. Кадры SDI комплектовались из президентских телохранителей и сотрудников службы безопасности Хабре.
26 января 1983 года указом президента Хабре N 005/PR был учреждён Директорат документации и безопасности (Direction de la documentation et de la sécurité, DDS). Уставными задачами новой спецслужбы являлись «сбор и централизация информации об угрозе национальным интересам, выявление иностранных агентов, сотрудничество с правоохранительными органами в создании досье, репрессирование отдельных лиц, групп и коллективов, подозреваемых в деятельности, противоречащей национальным интересам или наносящей им ущерб». Руководство DDS — «в силу конфиденциального характера деятельности» — замыкалось непосредственно на главу государства.

## Структура

### Подразделения
За годы существования DDS количество центральных управлений (департаментов) возросло с 3 до 23. В структуру DDS включались
- Управления разведки и контрразведки
- Управление внутренней безопасности
- Следственная служба
- Отделы ситуационного контроля над вооружёнными силами и полицией
- Отдел ситуационного контроля в Нджамене
- Служба наблюдения за иностранными дипломатическими представительствами
- Управление центров содержания
- Речная бригада (BF)
- Специальная бригада быстрого реагирования (BSIR)
- Служба террористических миссий (SMT)

Управление центров содержания ведало спецтюрьмами для политзаключённых и имело полномочия определять подлежащих смертной казни. BSIR — мобильное военно-оперативное подразделение — производила аресты и подавляла сопротивление. BF контролировала трансграничные передвижения по Логону, Саламату, Шари. SMT осуществляла террористические спецоперации за границей, устраняла или похищала оппозиционных политэмигрантов.
Агентурные представительства DDS присутствовали на уровне префектур, субпрефектур, кантонов, избирательных округов и доходили до каждого населённого пункта. Группы сотрудников в обязательном порядке прикомандировывались к крупным соседским общинам и торговым центрам. Для карательных акций в регионах формировались экспедиционные делегации во главе со специальными уполномоченными.
В структуре существовала острая конкуренция за полномочия и функции между «интеллектуальным» аппаратом (разведка, сыск, следствие, аналитика) и силовиками BSIR. Командование Спецбригады претендовало на допуск к политическим решениям. В итоге бойцы BSIR добились права на самостоятельные следственные действия. Глухая вражда разделяла также разведку и политический сыск. Сложно складывались отношения DDS с другими чадскими спецслужбами — президентской службой расследований, отделами безопасности чадской полиции и правящей партии Национальный союз за независимость и революцию (UNIR). Модераторами этих конфликтах выступали директора, совмещавшие руководство всеми структурами, а в особо серьёзных случаях — сам Хабре.

### Кадры
Сотрудники DDS набирались из командиров и боевиков FAN, доказавших личную преданность Хиссену Хабре. Численность сотрудников DDS к концу 1980-х, по данным последующего расследования, составляла 1076 гражданских сотрудников и 584 бойца BSIR. Предпочтение отдавалось родственникам и землякам президента. Многие из них были необразованны, некоторые неграмотны, но все они обладали оперативными навыками и были готовы к неограниченному насилию. Аппарат DDS опирался на разветвлённую сеть осведомителей.
Первым директором был назначен Салех Юнус (с 1983 по 1987). После него руководящий пост занимали Гюини Кореи (1987—1989), Ахмат Аллатши (1989), М’Байкубу Нестор (1990), Токе Дади (конец 1990). Разведкой руководил Тука Халики, контрразведкой — Махамат Джибрин, внутренней безопасностью — Муса Утман, внешними спецоперациями — Абелькадер Хасан, следствием и Речной бригадой — Аббас Абугрен, тюремным управлением — Абакар Торбо. Командующими BSIR являлись Салех Юнус и Гюини Кореи. Руководящие посты занимал в DDS двоюродный брат президента Брахим Джида. Руководители ключевых подразделений и крупнейших региональных управлений составляли руководящую комиссию DDS.
Президентским куратором DDS являлся Гюини Кореи, племянник Хиссена Хабре. Именно он воспринимался как олицетворение слежки, репрессий, пыток и убийств, вызывал особую ненависть в стране как «ходячая могила».
Служба в DDS по определению означала принадлежность к правящей элите, обеспечивала многочисленные социальные привилегии, высокое материальное благосостояние, практически полную безнаказанность при совершении уголовных преступлений. С другой стороны, внутренние порядки DDS отличались жёсткой дисциплиной и имели полумистический оттенок. С каждого сотрудника при зачислении брали „клятву трёх обезьян“: „Ничего не вижу, не слышу, не скажу“. Служебная „омерта“ давалась на Коране или Библии, в зависимости от вероисповедания. Сотрудник расписывался в готовности подвергнуться репрессиям при нарушении клятвы.

### Связи
В управленческих, оперативных и следственных методиках широко применялся опыт спецслужб Франции, ранее сотрудничавших с органами госбезопасности президента Франсуа Томбалбая. Оперативные связи поддерживались с французским DGSE и ЦРУ США. Французские и американские инструкторы в Нджамене вели курсы профессиональной подготовки сотрудников DDS.

### Финансирование
Бюджет DDS формировался из государственного казначейства, конфискованных средств и иностранных субсидий. Извне наибольшую финансовую поддержку оказывали чадской спецслужбе американская администрация Рональда Рейгана и иракский режим Саддама Хусейна. Совпадение интересов определялось общей враждебностью к ливийскому лидеру Муамару Каддафи — главному врагу Хиссена Хабре. По состоянию на 1988 год бюджет спецслужбы составлял 688,1 млн африканских франков.

## Карательный орган

### Сыск и репрессии
В отличие от свергнутого Гукуни Уэддея, ориентированного на каддафизм, Хиссен Хабре считался правым прозападным деятелем. Его режим позиционировался как антикоммунистический, союзный США и Франции. Главными политическими противниками Хабре называл коммунистов, сторонников Каддафи и религиозных фанатиков. Официально работа DDS заострялась против этих политических сил. DDS как оперативная служба сыграл важную роль в военно-политической победе Чада в конфликте с Ливией. Война с Каддафи и подавление «пятой колонны» являлась центральным направлением деятельности DDS.
В то же время, политическая полиция Хабре вела массовые репрессивные кампании против оппозиционных региональных, этноплеменных и клановых структур. Режим поставил целью уничтожить оппозицию южных регионов. Первая волна террора была обрушена уже осенью 1982 года. В 1984 году был проведён «Чёрный сентябрь». Наряду с регулярной армией, DDS и BSIR активно участвовали в подавлении повстанческого движения Codos, сторонников Гукуни Уэддея и Абделькадера Камуге. За боями последовали жесточайшие расправы над жителями «неблагонадёжных» районов. Отдельным направлениям репрессий были массовые преследования чадских арабов, априорно подозреваемых в связях с каддафистской Ливией. Репрессиями «Чёрного сентября» руководил Махамат Фадиль в ранге чрезвычайного уполномоченного. На том этапе в карательной деятельности DDS активно участвовал Идрис Деби.
С помощью многочисленных осведомителей плотно контролировались публичные политические мероприятия — демонстрации, собрания, выступления в СМИ. При проявлениях оппозиционности такие действия жёстко пресекались DDS. На особом учёте находились работники здравоохранения, культуры и особенно образования. Во взаимодействии с комитетам UNIR спецслужба организовывала пропагандистские акции кампании в поддержку правящего режима — «кампании информирования». Наблюдение за согражданами являлось важной функцией партийных организаций. Салех Юнус впоследствии говорил, что большинство информаторов тайной полиции были активистами UNIR.
Государственным террором в столице руководили Махамат Фадиль и Салех Юнус, лично производивший аресты. В Нджамене находились семь спецтюрем DDS. На допросах применялись самые жестокие пытки. Технику пыточных допросов и тайной слежки внедряли заместитель директора Бихара Шайбо, руководитель оперативно-следственной группы Махамат Аббас и заведующий «центрами содержания» Абакар Торбо. Смерть подследственных являлась в порядке вещей и соответствующим образом документировалась. Тяжёлые условия содержания способствовали повышенной заболеваемости и смертности заключённых. Наиболее жёсткими были порядки в спецтюрьме Фая-Ларжо (откуда родом Хабре и Юнус).
Деятельность DDS находилась на личном контроле президента Хабре. Все отчёты, имевшие сколько-нибудь серьёзное значение, направлялись лично ему. Глава государства был вполне осведомлён об оперативно-следственных мероприятиях, включая аресты, пытки и убийства. В направленных ему материалах содержались персональные данные на 898 арестованных. В ряде случаев Хабре лично допрашивал пленных и арестованных. Он участвовал также в установлении тюремных правил, в том числе размера продовольственных пайков для заключённых. Однако далеко не всегда поступавшая Хабре информация отражала реальность. Функционеры DDS включали в свои рапорты партийно-идеологические тезисы о массовой приверженности чадцев режиму и лично президенту, что чем дальше тем меньше соответствовало действительности.
Единовременное количество заключённых было сравнительно небольшим: обычно оно исчислялось несколькими сотнями. Однако общее количество арестованных DDS за почти восемь лет определяется в 54 тысячи человек, количество убитых DDS — в 3780. Всего при правлении Хабре погибли до 40 тысяч человек.
Иностранные исследователи отмечают определённую эволюцию DDS, отмеченную на суде Салехом Юнусом. Первоначально цели и задачи определялись противостоянием Каддафи, политика которого представляла реальную угрозу независимости Чада. Но постепенно логика единоличной диктатуры Хабре превратила DDS в инструмент единовластия и политического террора.

### Социально-экономическая политика
Политическая полиция играла важную роль в экономической системе Чада. В ведении DDS находилась продовольственная безопасность, которая рассматривалась как острая политическая проблема. DDS контролировал процесс сельскохозяйственного производства и рыночной торговли, формировал военные запасы. Строго отслеживались коммерческие операции частных компаний с продовольствием и хлопком, пресекались «мошенничества» и «спекуляции». Особо отмечалась необходимость «поддержания патриотических настроений в массах» — мотивирующих сдачу продукции государству по твёрдым ценам. На этом направлении спецслужба тесно взаимодействовала с комитетами UNIR.

### Зарубежные операции
Значительное внимание уделялось внешней разведке и спецоперациям за границей. Главной задачей внешней деятельности являлось противостояние каддафистской Ливии. Широкая осведомительская сеть была раскинута в суданском Дарфуре, где традиционно базируется чадская политэмиграция (именно оттуда в 1982 году наступал на Нджамену сам Хабре). Тщательное наблюдение велось за лагерями чадских беженцев в Нигере, Камеруне, ЦАР. На этом направлении активно действовала не только разведка, но и Речная бригада, вербовавшая информаторов в среде контрабандистов.
Агенты DDS преследовали «пятую колонну Каддафи» в столице ЦАР Банги, в приграничных районах Камеруна, в Нигерии и Габоне. Некоторые политэмигранты были похищены сотрудниками SMT и тайно доставлены в Нджамену.

### Завершающий этап
К концу 1980-х центр внимания DDS сместился в среду правящей элиты. Попытка переворота в 1989 году, арест и казнь главнокомандующего чадской армией Хасана Джамуса (организатор военной победы над ливийской интервенцией) в значительной степени являлись интригой руководства DDS и персонально Гюини Кореи. Был убит также министр обороны Брахим Итно. Избежать ареста и эмигрировать с трудом сумел Идрис Деби.
В последние год-два правления Хабре происходил постепенный распад государственных институтов. Партия, армия, полиция, администрация, спецслужба превращались в практически самостоятельные структуры, преследовавшие исключительно собственные интересы и враждовавшие друг с другом. Это в полной мере касалось и DDS. Вызванная экономическими трудностями нехватка финансирования привела к тотальной криминализации спецслужбы. Внутренняя вражда доходила до взаимных похищений, арестов и убийств. Жертвой похищения, организованного Гюини Кореи, стал Бихара Шайбо. В 1990 в тюрьме DDS оказался его недавний директор М’Байкубу Нестор, освобождённый только после свержения Хабре.

## После Хабре

### Роспуск и расследование
1 декабря 1990 года режим Хиссена Хабре был свергнут повстанцами во главе с Идрисом Деби. Хабре бежал из страны. Одним из первых указов президента Деби был расформирован DDS, освобождены заключённые из тюрем. Вместо DDS создана новая спецслужба Агентство национальной безопасности (ANS). Руководящие кадры ANS в значительной степени комплектовались из административно-силовых структур Хабре, в том числе бывшего DDS. Типичными примерами в этом плане являлись Аббас Абугрен и Бихара Шайбо.
В то же время DDS оказался первой африканской спецслужбой, архивы которой после смены власти оказались в распоряжении международной правозащитной организации Human Rights Watch. Были изучены свыше 2700 материалов, содержавшие данные на 12321 репрессированного, из которых 1208 погибли в заключении. Уже 29 декабря 1990 года в Чаде была создана и в 1992 году начала работу специальная Комиссия по расследованию преступлений, совершённых экс-президентом Хабре и его сообщниками. Изученные материалы DDS во многом стали основанием для привлечения к уголовной ответственности.
В 1998 году Хабре были предъявлены обвинения в коррупции и массовых убийствах, десять лет спустя чадский суд заочно приговорил его к смертной казни. В 2013 году он был арестован в Сенегале, в 2016 году приговорён к пожизненному заключению. Решением дакарского суда в апреле 2020 года Хабре временно переведён под домашний арест из-за пандемии коронавируса. Затем возвращён в тюрьму, оттуда доставлен в клинику и скончался от COVID-19 в 2021.

### Персональные судьбы
В 2000 году жертвами репрессий были поданы иски в чадский суд. В 2013 году начались аресты бывших руководителей DDS. В общей сложности были привлечены 29 «сообщников Хиссена Хабре». Им предъявили обвинения в военных преступлениях, убийствах, пытках, нападениях и избиениях оппозиционеров.
При этом большинство из них при правлении Деби занимали высокие посты в госаппарате и силовых структурах. Салех Юнус был генеральным директором государственной почты, Махамат Джибрин — начальником канцелярии директора чадской полиции, Ахмат Аллатши — начальником полиции Шари-Багирми, Тука Халики — начальником полиции Мунду, Абделькадер Хасан — чиновником министерства безопасности, М’Байкубу Нестор — префектом Монт-де-Лам, Муса Утман — начальником информационного управления полиции, Аббас Абугрен — начальником контрразведки ANS. Все они были признаны виновными и в марте 2015 приговорены приговорены к длительным срокам. Семь обвиняемых, в том числе Юнус и Джибрин, получили пожизненное заключение.
На суде они объясняли свои действия противостоянием ливийской агрессии. Репрессированных характеризовали как «иностранных агентов», приспешников Каддафи. Салех Юнус напоминал о заслугах DDS перед нацией: «Если Чад существует, то благодаря людям, сражавшимся против Ливии. Без нас не было бы вас». Кроме того, подсудимые говорили, что DDS являлся противовесом единоличной диктатуре Хабре, ограничивал президентский произвол.
Впоследствии осуждённые были освобождены без объяснения причин.
Гюини Кореи бежал из Чада вместе с Хиссеном Хабре. Столкнувшись с резким неприятием чадских диаспор в Нигере, Бенине и Судане, он перебрался в Того, где был принят в спецслужбу ANR. На арест Гюини Кореи, Абакара Торбо, ещё нескольких высокопоставленных функционеров DDS был выдан ордер, подтверждённый весной 2014 года Специальным африканским трибуналом. Когда угроза привлечения к суду стала реальной, Гюини Кореи оказался похищен в Ломе при странных обстоятельствах. Не исключается, что похищение было инсценировкой с целью прикрытия.

## Политические оценки
В современном Чаде однозначно преобладает крайне негативное отношение к DDS. Эта структура воспринимается как орудие диктатуры и террора.
С 2006 года и до гибели президента Деби в 2021 вело повстанческую борьбу Объединение сил за демократию и развитие (UFDD). Его лидером является Махамат Нури — бывший министр обороны Чада, ранее полевой командир FAN и ближайший соратник Хиссена Хабре. Противники UFDD характеризовали его как движение сторонников режима Хабре, связанное с бывшими сотрудниками DDS, включая Гюини Кореи.